# Campeonato de Australia 1960
Lista de los campeones del Abierto de Australia de 1960:

## Individual masculino
Rod Laver (AUS) d. Neale Fraser (AUS),  5–7, 3–6, 6–3, 8–6, 8–6

## Individual femenino
Margaret Court (AUS) d. Jan Lehane (AUS), 7–5, 6–2

## Dobles masculino
Rod Laver/Robert Mark (AUS)

## Dobles femenino
Maria Bueno (BRA)/Christine Truman (GBR)

## Dobles mixto
Jan Lehane O'Neill (AUS)/Trevor Fancutt (RSA)
| Predecesor: 1959                                       | Abierto de Australia 1960 | Sucesor: 1961                         |
| Predecesor: Campeonato nacional de Estados Unidos 1959 | Grand Slam 1960           | Sucesor: Torneo de Roland Garros 1960 |

- Datos: Q2715057